# Gobnik
Gobnik je naselje v Občini Litija.